# Береза Микола Мечиславович
Мико́ла Мечисла́вович Бере́за (нар. 20 грудня 1982, м. Львів) — актор, режисер, директор Львівського академічного театру імені Леся Курбаса. Заслужений артист України (2025).

## Життєпис
Закінчив ЛНУ імені Івана Франка, факультет культури і мистецтв, акторський курс у 2005 році, а згодом режисерський курс Володимира Кучинського. Мав стати священиком, прислуговував у церкві. Одночасно працював диджеєм.
Як режисер здійснив постановку вистави «Репетиція у Театрі злочину» за Жаком Моклером.
Лауреат Обласної премії в галузі театрального мистецтва ім. Б. Романицького.

## Театральні ролі
Львівський академічний театр імені Леся Курбаса
- 2003 — «Садок вишневий» за Антоном Чеховим — Трофімов
- 2004 — «Богдан» за КЛІМом; реж. Володимир Кучинський — Кобзар
- 2004 — «Танець ілюзій» за п'єсою «Як раніше, краще, ніж раніше»[it] Луїджі Піранделло — Маурі
- 2005 — «Наркіс» за Григорієм Сковородою — Клеопа
- 2006 — «Хвала Еросу» за «Бенкетом» Платона — Аґатон, Павсаній
- 2006 — «Чекаючи на Ґодо» Семюель Беккет — Лаккі[4]
- 2006 — «MA-NA-HAT-TA (Небесна земля)» за радіоп'єсою «Добрий Бог Мангеттену» Інґеборґ Бахман; реж. Володимир Кучинський — Ян
- 2008 — «Амнезія, або Маленькі подружні злочини» Еріка-Емануеля Шмітта; реж. Володимир Кучинський — Жіль
- 2008 — «Апокрифи» за драматичною поемою «На полі крові» і драматичним етюдом «Йоганна, жінка Хусова» Лесі Українки; реж. Володимир Кучинський — Публій
- 2009 — «Сад нетанучих скульптур» Ліна Костенко — Чернець
- 2010 — «Між двох сил» за Володимиром Винниченком; реж. Володимир Кучинський — Ґрінберґ
- 2010 — «Лісова пісня» за драмою Лесі Українки; реж. Андрій Приходько — Лукаш
- 2012 — «Формули екстази» за поезіями Богдана-Ігоря Антонича; реж. Володимир Кучинський
- 2013 — «Так казав Заратустра» за Ніцше — Той, хто завжди говорить із натовпу
- 2014 — «„12 ніч“ зіграна акторами далекої від Англії країни що і не знали ніколи слів Шекспіра» за КЛІМом; реж. Євген Худзик — Герцог, Прем'єр[5]
- 2014 — «Мама Маріца — дружина Колумба»[6]
- 2016 — «Зимова казка» за Вільямом Шекспіром — Поліксен[7]

Інші театри
- 2017 — «Warum überlebt Michailo Gurman nicht?» / «Чому Михайло Гурман не вижив» Павла Ар’є за мотивами п’єси «Украдене щастя» Івана Франка; реж. Стас Жирков (копродукція Київського академічного театру «Золоті ворота» із Theater Magdeburg / Магдебурзький театр, Німеччина)[8]

Режисерські роботи
- 2012 — «Театр злочину» за Жаком Моклером

## Фільмографія
- 2012 — «Срібна Земля. Хроніка Карпатської України 1919—1939», реж. Тарас Химич — Михайло Колодзінський
- 2012 — «Брати. Остання сповідь», реж. Вікторія Трофименко — Войтко
- 2012 — «Тіні незабутих предків», реж. Любомир Левицький — продавець
- 2013 — «Мар'яна», реж. Іван Федорич[9]
- 2014 — «Креденс», реж. Валентин Васянович — Віолончеліст
- 2014 — «Короткометражка про один день у Львові поглядом трьох людей», реж. Ольга Дмитрів[10]
- 2016 — «SelfieParty», реж. Любомир Левицький — Охоронець
- 2017 — «Червоний», реж. Заза Буадзе — Данило Червоний